# SIMP J013656.5+093347
SIMP J013656.5+093347 (縮寫為 SIMP0136)是一顆位於雙魚座棕矮星或行星質量天體距離地球19.9光年。它屬於光譜等級 T2.5，由於其自行，其位置每年在赤經上移動約 1.24 角秒。
這顆棕矮星提供了T型棕矮星之間週期性變化通量變化的第一個證據。這被解釋為在該物體2.4小時的旋轉週期內出現和消失的天氣模式的標誌。這條光曲線的形狀隨著時間尺度而演變，這被解釋為大氣中雲模式演變的標誌。
2017年，宣布該物體的質量可能低至12.7個木星質量，可能被視為一顆流浪行星而不是棕矮星，因為它似乎是相對年輕的2億恆星年齡船底座的成員-附近的恆星移動團。